# Points et Contrepoints

Points et Contrepoints est une revue de poésie et littérature de périodicité trimestrielle créée en 1935. Sa publication a cessé en 1979.

## Histoire
La revue a été créée en 1935 par Maurice Bousquet (1911-1979), sous le pseudonyme René Hener, et par Jean Romann (1905-1989) d'abord sous le titre Le Contrepoint: revue littéraire, puis Points et contrepoints. Elle est d'abord mensuelle (de 1935 à 1937), puis bimestrielle. Le numéro 1 est publié en juin 1935. La publication est interrompue par la guerre en 1939 avec le numéro 26. Jean Romann était poète lui-même et auteur entre autres du recueil intitulé "Pour les nuits et les jours". 
La revue est relancée en 1946 par René Hener, Jacques Marlet et Jean Loisy, sous le titre Cahiers Points et Contrepoints, (directeur: René Hener; rédacteur en chef: Jacques Marlet) du n° 1 (juin 1946) au n° 7 (décembre 1948), puis Points et contrepoints, Ronsard (directeurs: René Hener, Tristan Klingsor; rédacteur en chef: Jacques Marlet) après fusion avec la revue Ronsard, du n° 8 (juin 1949) au n° 12 (décembre 1950), puis Points et contrepoints (directeurs: René Hener et Jacques Marlet; rédacteur en chef: Jean Loisy) du n° 13 (avril 1951) au n° 133 (décembre 1979). Le n° 133, le dernier, est un hommage à René Hener, mort en février 1979.

A noter qu'une revue se réclamant de Points et Contrepoints est lancée en 2021 sous le nom de Points & Contrepoints par Christophe Scotto d'Apollonia et Francis Venciton. Deux numéros sont parus à ce jour avec un sur André Chénier et un sur Joyce Mansour.

## Numéros thématiques
- no 22-23, juin 1953 : Hommage à Charles Maurras
- no ?, 1953 : Hommage à Fernand Mazade
- no 27- 28, juin 1954 : Hommage à Marie Noël
- no 40, juin 1957 : Présence de Vincent Muselli
- no 42,  : Hommage à Léon Vérane
- no 46-47, juin 1957 : Hommage à Jean-Claude Renard
- no 58, octobre 1961 : Hommage à Jean Cocteau
- no 76-77, mars 1966 : Hommage à Noël Ruet
- no 92, décembre 1969 : Hommage à Jean-Victor Pellerin
- no 95, juin 1970 : Hommage à Sully-André Peyre
- no 101, décembre 1971 : Hommage à Henry Dérieux
- no 105, décembre 1972  : Hommage à Fagus
- no 111, juin 1974 : Hommage à Charles Guérin